# Wangen-Brüttisellen
Wangen-Brüttisellen (toponimo tedesco; fino al 1976 ufficialmente Wangen) è un comune svizzero di 7 860 abitanti del Canton Zurigo, nel distretto di Uster.

## Storia

### Simboli
Nel Lexikon di Johann Friedrich Meiss del 1743 lo stemma di Wangen era descritto come un albero verde — probabilmente un tiglio — su fondo rosso e su un terreno di verde. Questo stemma era visibile scolpito sopra la porta della scuola di Massjuchert nel 1826 e l'albero fu utilizzato come simbolo araldico anche sulla punta della bandiera dei pompieri nel 1886.
Tuttavia, nella comunità si diffuse un secondo simbolo: un ramo di canapa verde su fondo argento. Questa rappresentazione derivava probabilmente dall'armoriale di Krauer del 1860. Poiché un tiglio era stato adottato come simbolo dal comune di Lindau, l'assemblea comunale di Wangen decise adottare come proprio stemma il ramo di canapa con delibera del 14 dicembre 1934.
Oltre all'emblema ufficiale del comune, esiste anche lo stemma della località di Brüttisellen, caratterizzato da una rosa. Nella comunicazione ufficiale, su bandiere, documenti, opuscoli, riguardanti il comune di Wangen-Brüttisellen, vengono in genere rappresentati entrambi gli stemmi.
Nel 1384 Brüttisellen passò sotto il controllo dei Conti di Toggenburgo. Si narra che nel Medioevo il piccolo villaggio fu colpito dalla peste e che solo due sorelle siano sopravvissute. In seguito, queste si sposarono a Rapperswil (sul cui stemma erano raffigurate due rose rosse), rendendo Brüttisellen soggetta al pagamento di tributi alla "città delle rose". La rosa nello stemma di Brüttisellen sembra avere origine da questa tradizione.

## Monumenti e luoghi d'interesse
- Chiesa riformata (già di Santa Maria o di Santa Verena), eretta nel 1100 circa e ricostruita nel 1874-1876[1].

## Società

### Evoluzione demografica
L'evoluzione demografica è riportata nella seguente tabella:
Abitanti censiti

## Amministrazione
Ogni famiglia originaria del luogo fa parte del cosiddetto comune patriziale e ha la responsabilità della manutenzione di ogni bene ricadente all'interno dei confini del comune.